# Лошадиная кровососка
Лошадиная кровососка (лат. Hippobosca equina) — кровососущее насекомое из семейства кровососок. Относится к синантропным видам.
Лошадиная кровососка имеет широкую кругловатую грудь и хорошо развитые крылья. Тело блестящего бурого цвета с желтоватыми ногами, желтоватым рисунком на чёрно-бурой груди и буроватыми крыльями. Длина тела 6—8,5 мм. 
Молодые мухи крылаты. После нападения на хозяина они сбрасывают крылья. Обычно нападает на лошадей и крупный рогатый скот, часто держится на брюхе, под хвостом и на ляжках и сильно беспокоит животных. Могут нападать на человека. Уколы мух вызывают раздражения кожи.